# Yael Naim
Pour l’article homonyme, voir Yael Naim (album).
Pour les articles homonymes, voir Naim.
Yael Naim (prononcé Yaël Naïm ; en hébreu : יעל נעים), née le 6 février 1978 à Paris, est une musicienne franco-israélienne. Auteure-compositrice, pianiste et guitariste, elle chante en anglais, en hébreu et en français. 
Yael Naim a remporté trois Victoires de la musique : Album musiques du monde de l'année en 2008 et Artiste interprète féminine de l'année en 2011 et 2016.

## Biographie

### Enfance et jeunesse
Yael Naim est née en France à Paris, d'un père exerçant durant une période la profession de styliste, et d'une mère esthéticienne. Alors qu'elle est âgée de quatre ans, ses parents, juifs d'origine tunisienne, s'installent en Israël à Ramat Ha-Sharon où elle passe son enfance. Elle se découvre une passion pour la musique classique et suit pendant dix ans des cours de piano et de musique classique au conservatoire, avant de s'ouvrir à la pop, au jazz et au folk. Durant son service militaire en Israël, elle fonde le groupe The Anti Collision avec qui elle se produit sur les scènes de clubs israéliens,.

### 2000-2009
En 2000, elle revient en France à l'occasion d'un concert de charité. Elle est alors repérée par un directeur artistique du label EMI et signe un contrat pour un premier album. En 2001, sous le pseudonyme de Yael, l'album In a Man's Womb (en) sort de manière confidentielle. À la même époque, elle participe successivement à trois projets initiés par Élie Chouraqui : deux comédies musicales (Les Dix Commandements et Spartacus le gladiateur) et une bande originale de film, Harrison's Flowers.
En 2004, elle collabore avec le musicien et producteur Readymade FC pour l’enregistrement de deux chansons qui figureront sur l’album Babilonia, dans lequel apparaissent également Feist et David Sylvian.

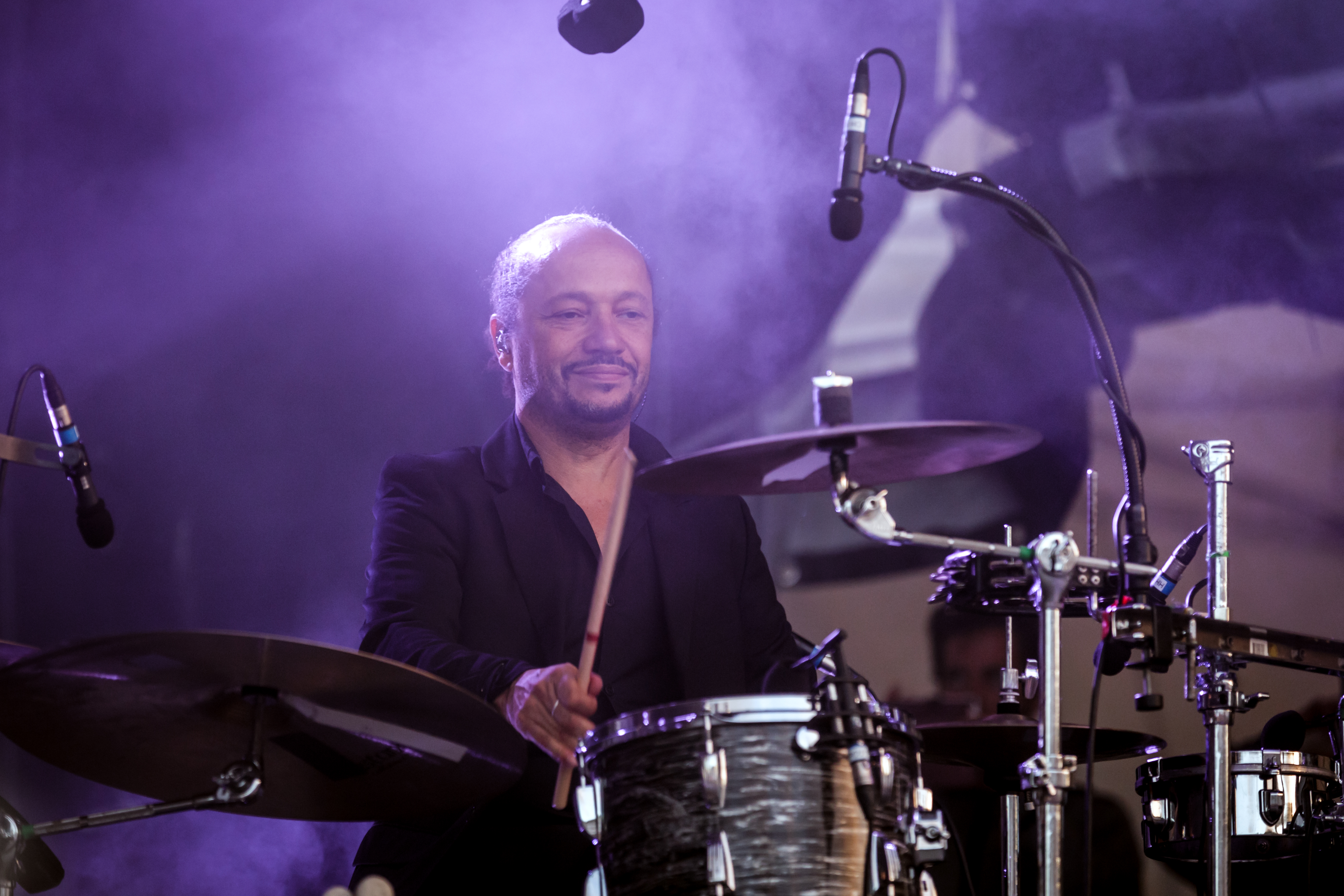
David Donatien à la batterie.

La même année, elle rencontre David Donatien et commence à travailler avec lui. Leur travail commun aboutit au bout de trois ans à une signature sur le label Tôt ou tard. Porté par la chanson New Soul, l’album Yael Naim sort en France le 22 octobre 2007 et atteint la 6e place des ventes. Il sortira par la suite dans dix-huit pays.

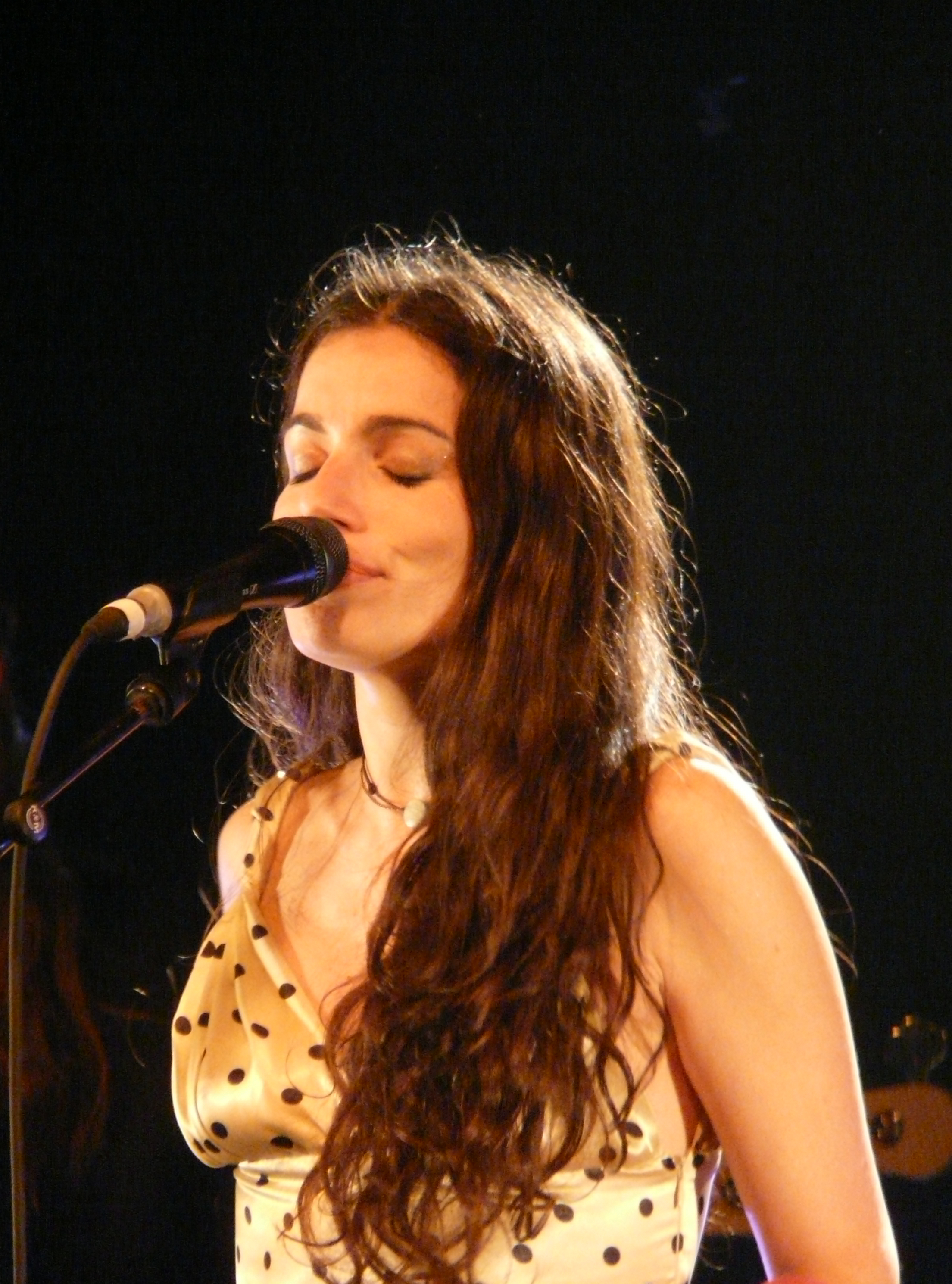
Yael Naim à Rouen en avril 2008.

En 2008, New Soul est utilisé par la firme Apple pour la publicité de son ordinateur MacBook Air. Le titre fait alors son apparition dans la plupart des charts internationaux, dont le Billboard Hot 100 où New Soul rentre directement dans le top 10. En France, la chanson se classe à la 2e place des ventes. Yael Naim remporte la Victoire de la musique du « Meilleur album Musique du monde ».
Une tournée de deux ans est programmée, comportant plus de deux cents concerts à travers le monde.
En parallèle, elle collabore avec l'Orchestre national de jazz de Daniel Yvinec sur un album autour de Robert Wyatt, participe au projet hommage au groupe de musique industrielle Coil, This Immortal Coil sur l'album The Dark Age of Love, et  chante le duo Love is Bird avec Variety Lab.

### Depuis 2010
Au printemps 2010, elle prête sa voix à un personnage de la série Les Simpson, pour l'épisode La Plus Grande Histoire jamais ratée.
L’album She Was a Boy sort le 15 novembre 2010, porté par les titres Come home (qui est choisi pour illustrer une publicité pour Nestlé) et Go to the river. Une tournée de deux ans traverse l’Europe, les États-Unis, le Japon et l’Amérique du Sud.
En 2011, Yael Naim remporte la Victoire de la musique de l'Artiste féminine de l’année.
Après être devenue marraine de l’association Solidarité Sida[réf. nécessaire], elle offre la chanson If you see à Amnesty International. Lors de l'élection présidentielle de 2012 en France, elle soutient la candidature de François Hollande.
En 2013, elle est nommée Chevalière de l'ordre des Arts et des Lettres.
En 2014, elle chante en duo Cover me over avec Slow Joe & the Ginger Accident, premier extrait de l'album Lost for Love de ce dernier.
Le 16 mars 2015 sort l'album Older, inspiré par Ennio Morricone, Kate Bush et la soul de la Motown. Avec cet album, elle remporte à nouveau la Victoire de la musique de l'Artiste féminine de l’année.
Le 27 novembre, elle participe avec Nolwenn Leroy et Camélia Jordana à l'hommage aux victimes des attentats du 13 novembre 2015 à Paris, en chantant Quand on n'a que l'amour de Jacques Brel.
En 2019, toujours en collaboration avec David Donatien, elle signe la musique du film Grandir de Jill Coulon, mettant en avant les enfants d'Asie du Sud-Est soutenus dans leur éducation par l'ONG française Enfants du Mékong.
En février 2020, elle revient avec le clip Shine, qui annonce la sortie de son nouvel album en mars.
Lors de la campagne pour l'élection présidentielle de 2022, elle apporte son soutien au candidat écologiste Yannick Jadot[réf. non conforme]. Elle s'exprime contre l’extrême droite à l'approche des élections législatives de juin 2024.

### Vie privée
Yael Naim est la compagne de David Donatien, la mère de deux de ses enfants et la belle-mère des deux autres. La naissance de leur fille, Mia, est annoncée le 17 mars 2015. En avril 2017, elle attend leur plus jeune enfant.

## Discographie

### Singles
- 2007 : New Soul
- 2008 : Too Long
- 2008 : Far Far
- 2009 : Love is Bird (en duo avec Variety Lab)
- 2010 : Go to the River
- 2011 : Come Home
- 2015 : Dream in my head
- 2015 : Coward EP (avec Brad Mehldau, Jules Buckley & Metropole Orkest)

### Bandes originales de films
- 2019 : Grandir de Jill Coulon (avec David Donatien)
- 2019 : Mon bébé de Lisa Azuelos

### Récompenses
- 2008 : Victoire de la musique de l'album musiques du monde de l'année pour Yael Naim
- 2009 : trophée Créateurs sans frontières Cultures France (Ministère des Affaires étrangères)[réf. nécessaire]
- 2011 : grand prix du répertoire Sacem à l'export
- 2011 : Victoire de la musique de l'artiste interprète féminine de l'année
- 2011 : Globe de cristal de la meilleure interprète féminine de l'année
- 2013 :  Chevalière de l'ordre des Arts et des Lettres[12]
- 2016 : Victoire de la musique de l'artiste féminine de l'année

## Filmographie
- 2008 : Super blonde (New Soul)
- 2008 : 15 ans et demi (New Soul)
- 2011 : Un heureux événement (Lonely)
- 2013 : Paris à tout prix (Lonely)

### Doublage
- 2010 : Les Simpson - saison 21, épisode 16 : Yael Naim prête sa voix à Dorit (la petite fille qui fait du krav-maga, nièce du guide israélien Jacob, doublé par Sacha Baron Cohen).